# Non cantare, spara
Non cantare, spara è una commedia musicale con il Quartetto Cetra per la televisione in 7 puntate (ne erano previste 8, ma la sesta e la settima vennero accorpate) di Leo Chiosso e Giovanni Giacobetti, con la regia di Daniele D'Anza, trasmesso dal 4 maggio al 22 giugno 1968.
Le riprese, quasi tutte in esterni, durarono sei mesi, dall'agosto 1967 al gennaio 1968.
La commedia è una mescolanza di western, musical e commedia: c'è lo straniero misterioso, la bella del saloon, gli indiani, la cavalleria, il losco padrone del casinò.
Le coreografie erano curate da Gisa Geert, mentre il maestro d'armi era Enzo Musumeci Greco.

## La trama

### Prima puntata
Ad Abilene, a causa delle frequenti risse, l'orchestra del saloon si dimette, e viene rimpiazzata dai Four Westerners, un quartetto vocale del Kansas che si sta esibendo a Denver.
Nei dintorni della città vi è un gruppo di banditi, guidati da Bitter John, che assale le diligenze: decidono di assalire quella che trasporta i musicisti per sostituirsi a loro, grazie alla somiglianza dei quattro banditi con i cantanti, ed entrare ad Abilene senza destare sospetti.
Un gruppo di pellerossa Cherokee, nelle vicinanze di Abilene, progetta anch'esso di assalire la diligenza, impresa che non compiono in quanto si accorgono di non aver portato con sé il tamburo di guerra.
In città, intanto, arriva un misterioso texano, Roy Thomas, allevatore di bestiame (che vuole aprire un conto alla banca della città, diretta da mr. Cuty).
Nel frattempo Dorothy Mc Donald, figlia del ricco Tobia Mc Donald (e fidanzata con il colonnello Gaudenzio Forrester), subisce i corteggiamenti di alcuni suoi concittadini, protetta però da padre Dogherty.

### Seconda puntata

Enrico Simonetti e Mina nel saloon di Abilene

Giunge ad Abilene Archibaldus, poeta, guaritore e commerciante, che cerca di vendere agli abitanti di Abilene un elisir di lunga vita.
Dorothy Mac Donald, nel frattempo, fa amicizia con Roy Thomas.
La sera arrivano i Four Westerners (lo sceneggiato non fa capire, in questo momento, se si tratta dei veri musicisti o dei banditi che li hanno sostituiti), che stanchi per il viaggio non si esibiscono, sostituiti per quella serata dalla sciantosa Wilhelmina, accompagnata al pianoforte dallo sceriffo Puick Silver.

### Terza puntata
Sospettando che i quattro siano i banditi, la popolazione di Abilene tenta di linciarli, ma Roy Thomas lo impedisce.
La stessa sera, mentre nel saloon Bella Brackett ed Archibaldus tentano di recitare Shakespeare, arriva in città il bounty killer Nebraska Joe (accompagnato da un cavallo parlante), che il giorno dopo viene però assassinato.
Nella notte Roy Thomas confabula con Sal One, che gli rivela di essere Bitter John e di averlo riconosciuto: il suo vero nome è Roy Flanaghan, e anche lui in realtà è un rapinatore che sta studiando il colpo alla banca di Abilene, per cui gli fa la proposta di mettersi insieme.

### Quarta puntata
Finalmente si esibiscono i Four Westerners, con successo: ma giungono ad Abilene i bandidos messicani di El Pobre, che rapiscono Bella Brackett e i quattro musicisti.
Intanto Roy Thomas, travestito da messicano, abbandona la città di nascosto, ma viene visto da padre Dogherty, che avverte la cittadinanza.

### Quinta puntata
Dorothy Mac Donald, che ha inseguito i banditi, viene scoperta e catturata; i bandidos vogliono che i Four Westerners si esibiscano al matrimonio di Soledad Maria (sorella di El Pobre), ma dopo l'esibizione vogliono ammazzare i quattro, che si salvano grazie a Bella Brackett, che chiede venga esaudito il suo ultimo desiderio, cioè bere whisky...facendo così ubriacare i messicani.
I quattro quindi riescono a tornare ad Abilene in tempo per cantare al funerale di Nebraska Joe.
In città è arrivato intanto il Settimo Cavalleggeri del Michigan, guidato dal colonnello Gaudenzio Forrester. Nel vicino villaggio indiano, intanto, Pernice Sbandata, figlia di Toro Seduto, racconta la sua triste storia.

### Sesta puntata
Roy Thomas vende duemila capi di bestiame a Tobia Mac Donald, dopodiché si incontra con Bitter John, per pianificare la rapina in banca programmata per il giorno successivo: i due vengono però scoperti da Bella Brickett.
Mentre il colonnello Forrester viene sfidato a duello, arrivano i città gli indiani di Toro Seduto, per catturare Forrester, responsabile delle disgrazie di Pernice Sbandata: il colonnello, però, riesce a fuggire.

### Settima puntata
Dorothy Mac Donald, abbandonata quindi da Forrester, s'innamora di Roy Thomas. Mentre nell'accampamento degli indiani si prepara il matrimonio tra il colonnello Forrester e Pernice Sbandata, ad Abilene si tiene il processo ai Four Westerners, accusati di essere in realtà i quattro banditi di Bitter John, e vengono condannati alla pena capitale.
Gli abitanti sono tutti in tribunale, e in banca si presenta Roy Thomas per fare la rapina: ma giunta la notizia, tutti accorrono in difesa dei loro soldi, e si verifica una grande sparatoria.

Antonio Virgilio Savona ed Isabella Biagini fotografati durante una pausa delle riprese sul set di Non cantare, spara

## Le canzoni
In alcuni casi, le canzoni hanno la stessa musica ma un testo diverso: è il caso, ad esempio, di tutte le canzoni cantate dagli indiani Cherokee interpretati dai Rokes: "Senza un buon tamburo", "Senza la merenda" e "Senza un talismano", "Se nessuno appare"; oppure di "L'occasione del cavallo", "L'occasione del bicchiere" e "L'occasione del processo".
Tutte le canzoni sono edite dalle edizioni musicali Curci. La sigla di questa commedia è l'omonima canzone interpretata dal gruppo stesso.

### Prima puntata
- Ad Abilene (testo di Leo Chiosso; musica di Gianni Ferrio ed Antonio Virgilio Savona)
- Un saloon senza orchestra (testo di Leo Chiosso e Tata Giacobetti; musica di Gianni Ferrio ed Antonio Virgilio Savona)
- Pascaloosa Sauce (testo di Leo Chiosso e Tata Giacobetti; musica di Gianni Ferrio ed Antonio Virgilio Savona), cantata dalla banda di Bitter John
- Senza un buon tamburo (testo di Leo Chiosso e Tata Giacobetti; musica di Gianni Ferrio ed Antonio Virgilio Savona), cantata dagli indiani Cherokee
- Non cantare, spara! (testo di Leo Chiosso e Tata Giacobetti; musica di Gianni Ferrio ed Antonio Virgilio Savona), cantata dai Four Westerners
- Via libera per Abilene (testo di Leo Chiosso e Tata Giacobetti; musica di Gianni Ferrio ed Antonio Virgilio Savona)

### Seconda puntata
- La ballata di Idaho Martin (testo di Leo Chiosso e Tata Giacobetti; musica di Gianni Ferrio ed Antonio Virgilio Savona), cantata da Idaho Martin
- Ad Abilene (testo di Leo Chiosso; musica di Gianni Ferrio ed Antonio Virgilio Savona)
- La terapia del whisky (testo di Leo Chiosso e Tata Giacobetti; musica di Gianni Ferrio ed Antonio Virgilio Savona)
- Andiamo dove va il vento (testo di Leo Chiosso e Tata Giacobetti; musica di Gianni Ferrio ed Antonio Virgilio Savona), cantata dai Four Westerners
- Lo sanno tutti che (testo di Leo Chiosso; musica di Gianni Ferrio ed Antonio Virgilio Savona)
- L'occasione del cavallo (testo di Leo Chiosso e Tata Giacobetti; musica di Gianni Ferrio ed Antonio Virgilio Savona)
- Un uomo col cappello (testo di Leo Chiosso; musica di Gianni Ferrio ed Antonio Virgilio Savona), cantata da Wilhelmina
- La ballata del west (testo di Leo Chiosso e Tata Giacobetti; musica di Gianni Ferrio ed Antonio Virgilio Savona), cantata dai Four Westerners

### Terza puntata
- La ballata di Idaho Martin (testo di Leo Chiosso e Tata Giacobetti; musica di Gianni Ferrio ed Antonio Virgilio Savona), cantata da Idaho Martin
- Senza la merenda (testo di Leo Chiosso e Tata Giacobetti; musica di Gianni Ferrio ed Antonio Virgilio Savona), cantata dagli indiani Cherokee
- Ad Abilene (testo di Leo Chiosso; musica di Gianni Ferrio ed Antonio Virgilio Savona)
- Un bounty killer fa sempre bene (testo di Leo Chiosso e Tata Giacobetti; musica di Gianni Ferrio ed Antonio Virgilio Savona), cantata da Nebraska Joe
- Quando la luna (testo di Leo Chiosso; musica di Gianni Ferrio ed Antonio Virgilio Savona)
- Un po' di latte (fa sempre bene) (testo di Leo Chiosso e Tata Giacobetti; musica di Gianni Ferrio ed Antonio Virgilio Savona), cantata da Dorothy Mc Donald

### Quarta puntata
- La ballata di Idaho Martin (testo di Leo Chiosso e Tata Giacobetti; musica di Gianni Ferrio ed Antonio Virgilio Savona), cantata da Idaho Martin
- La terapia del whisky (testo di Leo Chiosso e Tata Giacobetti; musica di Gianni Ferrio ed Antonio Virgilio Savona)
- È più facile con la pianola (testo di Leo Chiosso e Tata Giacobetti; musica di Gianni Ferrio ed Antonio Virgilio Savona)
- L'occasione del bicchiere (testo di Leo Chiosso e Tata Giacobetti; musica di Gianni Ferrio ed Antonio Virgilio Savona)
- I play cow boy (testo di Leo Chiosso e Tata Giacobetti; musica di Gianni Ferrio ed Antonio Virgilio Savona)

### Quinta puntata
- La ballata di Idaho Martin (testo di Leo Chiosso e Tata Giacobetti; musica di Gianni Ferrio ed Antonio Virgilio Savona), cantata da Idaho Martin
- Quando il bandolero è stanco (testo di Leo Chiosso; musica di Gianni Ferrio ed Antonio Virgilio Savona), cantata da Bella Brackett
- Caffè bollente e lardo con fagioli (testo di Leo Chiosso e Tata Giacobetti; musica di Gianni Ferrio ed Antonio Virgilio Savona), cantata da Dorothy Mc Donald
- Senza talismano (testo di Leo Chiosso e Tata Giacobetti; musica di Gianni Ferrio ed Antonio Virgilio Savona), cantata dagli indiani Cherokee
- Matrimonio alla messicana (testo di Leo Chiosso e Tata Giacobetti; musica di Gianni Ferrio ed Antonio Virgilio Savona), cantata dai Four Westerners
- Ad Abilene (testo di Leo Chiosso; musica di Gianni Ferrio ed Antonio Virgilio Savona), cantata dai Four Westerners
- American Function (testo di Leo Chiosso e Tata Giacobetti; musica di Gianni Ferrio ed Antonio Virgilio Savona), cantata dai Four Westerners
- Quando c'è il morto qui in America (testo di Leo Chiosso e Tata Giacobetti; musica di Gianni Ferrio ed Antonio Virgilio Savona), cantata dai Four Westerners
- Piccolo (testo di Leo Chiosso e Tata Giacobetti; musica di Gianni Ferrio ed Antonio Virgilio Savona), cantata da Pernice Sbandata

### Sesta puntata
- La ballata di Idaho Martin (testo di Leo Chiosso e Tata Giacobetti; musica di Gianni Ferrio ed Antonio Virgilio Savona), cantata da Idaho Martin
- Se nessuno appare (testo di Leo Chiosso e Tata Giacobetti; musica di Gianni Ferrio ed Antonio Virgilio Savona), cantata dagli indiani Cherokee
- Ad Abilene (testo di Leo Chiosso; musica di Gianni Ferrio ed Antonio Virgilio Savona), cantata dai Four Westerners
- Se tutti gli sceriffi (testo di Leo Chiosso; musica di Gianni Ferrio ed Antonio Virgilio Savona), cantata da Lucy Mann e Puick Silver
- Quando l'aurora (testo di Leo Chiosso; musica di Gianni Ferrio ed Antonio Virgilio Savona), cantata da Dorothy Mc Donald e Roy Thomas
- Non fare tanto il bello (testo di Leo Chiosso e Tata Giacobetti; musica di Gianni Ferrio ed Antonio Virgilio Savona), cantata dai Four Westerners
- Siamo i cinque di Abilene (testo di Leo Chiosso; musica di Gianni Ferrio ed Antonio Virgilio Savona), cantata da Fred Style, il dottor Bourbon, Puick Silver, Cornelius Fullmer e padre Dogherty

### Settima puntata
- La ballata di Idaho Martin (testo di Leo Chiosso e Tata Giacobetti; musica di Gianni Ferrio ed Antonio Virgilio Savona), cantata da Idaho Martin
- Ad Abilene (testo di Leo Chiosso; musica di Gianni Ferrio ed Antonio Virgilio Savona), cantata dai Four Westerners
- Non esitare mai (testo di Leo Chiosso; musica di Gianni Ferrio ed Antonio Virgilio Savona), cantata dalla signora Pennyflower con le donne della parrocchia
- L'occasione del processo (testo di Leo Chiosso e Tata Giacobetti; musica di Gianni Ferrio ed Antonio Virgilio Savona), cantata da Bella Brackett e da Penelope McGregor
- Abilene (testo di Leo Chiosso e Tata Giacobetti; musica di Gianni Ferrio ed Antonio Virgilio Savona), cantata dai Four Westerners